# Dan Harrington
Dan Harrington (né le 6 décembre 1945 à Cambridge (Massachusetts)) est un joueur professionnel américain de poker. Harrington a choisi son surnom : "Action Dan" bien qu'il soit connu pour être un joueur très serré.

## Biographie
Actuellement résident à Santa Monica, Californie, Harrington est un ancien joueur de backgammon et d'échecs (il a gagné le championnat d'échecs de l'État du Massachusetts 1971}, et un ancien avocat. Pendant son temps à l'Université Suffolk, il faisait partie de l'équipe MIT qui a trouvé comment avoir un avantage sur des casinos à la roulette. Peu de temps après que l'équipe MIT a été dissoute, il faisait partie d'un autre groupe qui s'est spécialisé dans le black jack. Il a aussi joué au poker contre Bill Gates quand celui-ci était à Harvard.
Sa jeune expérience venait du Mayfair Club où il joua, au milieu des années 1980, avec Howard Lederer, Steve Zolotow et Erik Seidel. En plus d'être un joueur de poker professionnel, Harrington a aussi travaillé dans l'immobilier et les marchés financiers.

## Carrière de joueur professionnel de poker
Le tout premier gain enregistré dans la carrière de Dan Harrington fut lors du Grand Prix of Poker du Golden Nugget Hotel & Casino à Las Vegas en janvier 1986, au cours duquel il finit 4ème de l'event $2,500 No Limit Hold’em, empochant $13,050.
Avec sa casquette verte des Boston Red Sox, Dan Harrington est connu comme un joueur de poker opportuniste et plutôt conservateur et pour être plus strict que la plupart des autres professionnels sur le choix des mains de départ. Quand il a atteint la table finale au Main Event 1995, il a mis le second, Howard Goldfarb, au bluff pour tous ses chips dans la main finale.
Son jeu solide lui permet de le faire à beaucoup de tables finales à de grands événements. Il a gagné le Main Event des World Series of Poker 1995 (WSOP) pour un lot de 1,000,000 de $. Il a aussi fait trois autres tables finales d'événements principaux, placé 6e des World Series of Poker 1987 (43,750 $), 3e des World Series of Poker 2003 (sur 839 joueurs) pour gagner 650,000 $ et 4e World Series of Poker 2004 (sur 2,576 joueurs) pour remporter 1,500,000$. Cet exploit de participer à deux tables finales du Main Event consécutives est vu par certains, notamment Norman Chad, comme un des plus grands exploits du poker. Il a également réalisé d'autres "deep runs" dans le Main Event, se classant 17e en 1996 l'année où il défendait son titre pour 23,400 $ et 252e en 2009 pour un gain de 32,659 $.
La même année que sa victoire dans le Main Event, il a aussi gagné un bracelet dans le 2 500 $ No-Limit Hold'em event (249,000$) et le seven-card stud à l'European Poker Tour à Londres. Il a fait sa première table finale au World Poker Tour (WPT) en 2005, gagnant 620,730 $ pour sa deuxième place derrière Minh Ly dans le Doyle Brunson North American Championship. En 2007, il a gagné le tournoi Legends of Poker dans le World Poker Tour et a gagné 1,634,865$.
Au cours de sa carrière de 34 années, il a accumulé $6.624 million de gains dans 52 tournois différents. 
Harrington, Doyle Brunson, Carlos Mortensen, Scotty Nguyen et Joe Hachem sont les cinq seuls joueurs à avoir gagné à la fois le Main Event des World Series of Poker et un titre sur le World Poker Tour.

## Livres
Il a écrit (coécrit avec Bill Robertie) trois livres sur les tournois de poker et trois autres sur les cash-games en no-limit, tous publiés par Two Plus Two Publishing :
- Harrington on Hold'em: Volume I: Strategic Play  (ISBN 1-880685-33-7) (2004)
- Harrington on Hold'em: Volume II: The Endgame  (ISBN 1-880685-35-3) (2005)
- Harrington on Hold'em: Volume III: The Workbook  (ISBN 1-880685-36-1) (2006)
- Harrington on Cash Games, Volume I: How to Play No-Limit Hold 'em Cash Games   (ISBN 1-880685-42-6) (2008)
- Harrington on Cash Games, Volume II: How to Play No-Limit Hold 'em Cash Games   (ISBN 1-880685-43-4) (2008)
- Harrington on Online Cash Games; 6-Max No-Limit Hold 'em   (ISBN 1-880685-49-3) (2010)

Ces ouvrages, reconnus comme de haute qualité, sont tous disponibles en français, aux éditions Fantaisium.

## Bracelets aux World Series of Poker
| Année | Tournoi                                      | Gain (US$)  |
| ----- | -------------------------------------------- | ----------- |
| 1995  | 2 500 $ No Limit Hold'em                     | 249 000 $   |
| 1995  | 10 000 $ No Limit Hold'em World Championship | 1 000 000 $ |